# Kup Srbije 2013-2014
La Kup Srbije u fudbalu 2013-2014 (in cirillico Куп Србије у фудбалу 2013-2014, Coppa di Serbia di calcio 2013-2014), fu l'8ª edizione della Kup Srbije.
Il detentore era la Jagodina. In questa edizione la coppa fu vinta dalla Vojvodina (al suo 1º titolo) che sconfisse in finale la Jagodina. Per la seconda volta consecutiva non ci furono Partizan o Stella Rossa in finale.
La FK Vojvodina riuscì al settimo tentativo a vincere una coppa nazionale, infatti i biancorossi vantavano sei finali perse in precedenza: nella Kup Maršala Tita (1951), Kup Srbije i Crne Gore (1997) e Kup Srbije (2007, 2010, 2011 e 2013). Comunque, nonostante gli insuccessi in coppa, potevano vantare due campionati vinti ai tempi della Jugoslavia unita: 1966 e 1989.

## Formula
La formula è quella dell'eliminazione diretta, in caso si parità al 90º minuto si va direttamente ai tiri di rigore senza disputare i tempi supplementari (eccetto in finale). Gli accoppiamenti sono decisi tramite sorteggio; in ogni turno (eccetto le semifinali, dove il sorteggio è libero) le "teste di serie" non possono essere incrociate fra loro.
La finale si disputa di regola allo Stadio Partizan di Belgrado; se i finalisti sono Partizan e Stella Rossa si effettua un sorteggio per decidere la sede; se i finalisti sono Partizan ed un'altra squadra si gioca allo Stadio Stella Rossa.

### Calendario
| Turno                | Numero di incontri | Squadre | Entrano a questo turno                                                                           | Date                     |
| -------------------- | ------------------ | ------- | ------------------------------------------------------------------------------------------------ | ------------------------ |
| Turno preliminare    | 7                  | 39 → 32 | ultime 9 classificate della Prva Liga Srbija 2012-2013 5 squadre vincenti delle coppe regionali  | 4 settembre 2013         |
| Sedicesimi di finale | 16                 | 32 → 16 | 16 squadre della Superliga serba 2012-2013 prime 9 classificate della Prva Liga Srbija 2012-2013 | 25 settembre 2013        |
| Ottavi di finale     | 8                  | 16 → 8  | –                                                                                                | 30 ottobre 2013          |
| Quarti di finale     | 4                  | 8 → 4   | –                                                                                                | 4 dicembre 2013          |
| Semifinali           | 2 + 2              | 4 → 2   | –                                                                                                | 26 marzo / 9 aprile 2014 |
| Finale               | 1                  | 2 → 1   | –                                                                                                | 7 maggio 2014            |

### Squadre partecipanti
Partecipano 39 squadre: le 16 della SuperLiga 2012-2013, le 18 della Prva liga 2012-2013 e le 5 vincitrici delle coppe regionali 2012-2013.
Il 30 luglio 2013 (11 giorni prima dell'inizio del campionato) lo Hajduk Kula cessa l'attività per motivi finanziari, quindi questa edizione della coppa è a 38 squadre e non 39.
Le vincitrici delle coppe regionali 2012-2013 sono: Radnički N. Pazova (Vojvodina), IM Rakovica Belgrado (Belgrado), Partizan B.B. (Ovest), Trstenik PPT (Est) e Mokra Gora (Kosovo e Metochia).
SuperLiga
- Čukarički
- Donji Srem
- Jagodina
- Javor Ivanjica
- Napredak Kruševac
- Novi Pazar
- OFK Belgrado
- Partizan
- Rad Belgrado
- Radnički Kragujevac
- Radnički Niš
- Sloboda Užice
- Spartak Subotica
- Stella Rossa
- Vojvodina
- Voždovac

Prva liga
- Bežanija
- Borac Čačak
- BSK Borča
- Inđija
- Jedinstvo Putevi
- Metalac
- Mladenovac
- Mladost Lučani
- Proleter Novi Sad
- Sloga Kraljevo
- Smederevo
- Teleoptik
- Timok

Srpska liga
- Banat Zrenjanin
- Kolubara
- Novi Sad
- Partizan B.B.
- Radnički N. Pazova
- Radnički S. Mitrovica
- IM Rakovica Belgrado
- Trstenik PPT

Zonska liga
- Mokra Gora

## Turno preliminare
Viene disputato dalle ultime 9 classificate della Prva Liga Srbija 2012-2013 e dalle 5 vincitrici delle coppe regionali. 
| Squadra 1             | Risultato       | Squadra 2          |
| --------------------- | --------------- | ------------------ |
| 04.09.2013            |                 |                    |
| IM Rakovica Belgrado  | 0 – 0 (5-4 dtr) | Radnički N. Pazova |
| Partizan B.B.         | 3 – 1           | Kolubara           |
| Trstenik PPT          | 1 – 0           | Timok              |
| Radnički S. Mitrovica | 1 – 1 (3-2 dtr) | Inđija             |
| Mokra Gora            | 1 – 2           | Sloga Kraljevo     |
| Novi Sad              | 0 – 0 (4-5 dtr) | Banat Zrenjanin    |
| Mladenovac            | 0 – 1           | Teleoptik          |

## Sedicesimi di finale
Il sorteggio si è tenuto il 12 settembre 2013. Data la mancanza del Hajduk Kula, una squadra è stata esentata per sorteggio: è toccato al Voždovac, curiosamente la stessa squadra che ha beneficiato del ripescaggio in SuperLiga a colmare il posto lasciato vacante dal Hajduk.
| Squadra 1             | Risultato       | Squadra 2        |
| --------------------- | --------------- | ---------------- |
| 25.09.2013            |                 |                  |
| Proleter Novi Sad     | 0 – 3           | Stella Rossa     |
| Trstenik PPT          | 0 – 2           | Novi Pazar       |
| IM Rakovica Belgrado  | 1 – 4           | Jagodina         |
| Teleoptik             | 0 – 3           | Sloboda Užice    |
| Borac Čačak           | 2 – 1           | Rad Belgrado     |
| Napredak Kruševac     | 2 – 1           | Javor Ivanjica   |
| Radnički S. Mitrovica | 0 – 2           | Donji Srem       |
| Bežanija              | 0 – 2           | Radnički Niš     |
| Partizan              | 2 – 0           | Metalac          |
| Mladost Lučani        | 0 – 0 (3-4 dtr) | OFK Belgrado     |
| Partizan B.B.         | 0 – 3           | Spartak Subotica |
| BSK Borča             | 0 – 1           | Jedinstvo Putevi |
| Sloga Kraljevo        | 1 – 1 (2-3 dtr) | Vojvodina        |
| Radnički Kragujevac   | 1 – 0           | Banat Zrenjanin  |
| Smederevo             | 0 – 1           | Čukarički        |
| Voždovac esentato     |                 |                  |

## Ottavi di finale
Il sorteggio si è tenuto il 8 ottobre 2013.
| Squadra 1        | Risultato       | Squadra 2           |
| ---------------- | --------------- | ------------------- |
| 30.10.2013       |                 |                     |
| Donji Srem       | 2 – 0           | Borac Čačak         |
| OFK Belgrado     | 2 – 1           | Jedinstvo Putevi    |
| Spartak Subotica | 2 – 0           | Napredak Kruševac   |
| Vojvodina        | 0 – 0 (3-0 dtr) | Novi Pazar          |
| Radnički Niš     | 0 – 3           | Partizan            |
| Sloboda Užice    | 2 – 0           | Voždovac            |
| Čukarički        | 0 – 2           | Jagodina            |
| Stella Rossa     | 3 – 0           | Radnički Kragujevac |

## Quarti di finale
Il sorteggio si è tenuto l'11 novembre 2013.
| Squadra 1        | Risultato | Squadra 2    |
| ---------------- | --------- | ------------ |
| 04.12.2013       |           |              |
| Spartak Subotica | 2 – 0     | Partizan     |
| Sloboda Užice    | 0 – 2     | OFK Belgrado |
| Jagodina         | 4 – 1     | Donji Srem   |
| Stella Rossa     | 1 – 3     | Vojvodina    |

| Arbitro: | Danilo Grujić |

|                        |           |  |
| Šarac 11’ Nosković 15’ | Marcatori |  |

| Arbitro: | Vlado Glođović |

|  |                      |                      |
|  | Marcatori            | 27’ Ješić 83’ Čavrić |
|  | Tiri di rigore 3 – 5 |                      |

| Arbitro: | Milenko Vukadinović |

|                                 |           |                     |
| Lepović 11’ Pešić 13’, 31’, 33’ | Marcatori | 70’ (rig.) Čordašić |

| Arbitro: | Boško Jovanetić |

|          |           |                                           |
| Mrđa 73’ | Marcatori | 11’ Kaluđerović 58’ Alivodić 71’ Škuletić |

## Semifinali
Il sorteggio si è tenuto il 17 dicembre 2013.
| Squadra 1    | Totale | Squadra 2        | Andata     | Ritorno    |
| ------------ | ------ | ---------------- | ---------- | ---------- |
|              |        |                  | 26.03.2014 | 09.04.2014 |
| Vojvodina    | 2 – 0  | Spartak Subotica | 1 – 0      | 1 – 0      |
| OFK Belgrado | 1 – 4  | Jagodina         | 1 – 2      | 0 – 2      |

### Andata
| Arbitro: | Novica Anđelovski |

|           |           |                            |
| Gajić 17’ | Marcatori | 3’ Lepović 61’ Arsenijević |

| Arbitro: | Dejan Santrač |

|               |           |  |
| Gaćinović 59’ | Marcatori |  |

### Ritorno
| Arbitro: | Bojan Nikolić |

|                     |           |  |
| Ðurić 37’ Pešić 54’ | Marcatori |  |

| Arbitro: | Boško Jovanetić |

|  |           |                      |
|  | Marcatori | 76’ Milinković-Savić |

## Finale
| Squadra 1  | Risultato | Squadra 2 |
| ---------- | --------- | --------- |
| 07.05.2014 |           |           |
| Vojvodina  | 2 – 0     | Jagodina  |

| Arbitro: | Boško Jovanetić (Užice) |

| |            | |
| Alivodić 41’ Babić 52’ | Marcatori  | |
| S. Žakula N. Pekarić M. Živković S. Babić (I. Đurić 88') E. Alivodić D. Puškarić (M. Gaćinović 60') M. Poletanović N. Radoja M. Ivanić S. Milinković-Savić (J. Stojanović 72') L. Veselinović | Formazioni | A. Đuričić D. Šimac D. Mihajlović (46' M. Milinković) A. Živanović A. Filipović D. Damjanović V. Mitošević (46' Đ. Šušnjar) I. Cvetković M. Lepović (75' M. Đurić) F. Arsenijević A. Pešić |
| Branko Babić | Allenatori | Mladen Dodić |